# Becquerel
Becquerel (značka Bq) je jednotka intenzity záření zdroje radioaktivního záření v soustavě SI. Je pojmenovaná po francouzském fyzikovi Henrim Becquerelovi, který radioaktivitu objevil.
Také je možné ji označit zjednodušeně jako aktivitu zdroje.

## Definice
1 Bq = 1 s−1
nebo také
1 Bq = 1 jaderný rozpad / 1 s,
kde je počet jaderných rozpadů udán bezrozměrovým číslem.
Becquerel je odvozená jednotka definovaná jako aktivita radioaktivní látky, v níž dojde k jedné přeměně atomového jádra za sekundu. Soustava SI tuto jednotku používá namísto převrácené sekundy s−1 proto, aby se předešlo možným záměnám a nedopatřením.
Starší jednotkou radioaktivity je curie (Ci); převodní vztah mezi nimi je:
{\displaystyle 1{\mbox{ Ci}}=3{,}7\times 10^{10}{\mbox{ Bq}}}.
V praxi se pro určení radioaktivity látek často používají relativní jednotky, např. Bq/m3 pro plyny nebo Bq/kg pro pevné látky.